# Новокозачинськ
Новокоза́чинськ (рос. Новоказачинск) — село у складі Акшинського району Забайкальського краю, Росія. Входить до складу Новокургатайського сільського поселення.

## Населення
Населення — 147 осіб (2010; 182 у 2002).
Національний склад (станом на 2002 рік):
- росіяни — 98 %